# 李君裕
李君裕，辽朝官员。
大康九年（1083年），辽道宗御前录取进士李君裕等五十一人，李君裕作为癸亥科进士第一名。李君裕官至朝请大夫、守司农少卿、知迁州军州事、骑都尉、陇西县开国男、食邑三百户，赐紫金鱼袋。乾统元年（1101年）梁援去世时，李君裕充敕葬使。